# Courdemanche (Eure)
Courdemanche ist eine französische Gemeinde mit 593 Einwohnern (Stand: 1. Januar 2022) im Département Eure in der Region Normandie. Sie gehört zum Arrondissement Évreux und zum Kanton Verneuil d’Avre et d’Iton. Die Bewohner werden Courdemanchais und  Courdemanchaises genannt.

## Geographie
Courdemanche liegt etwa 26 Kilometer südsüdöstlich von Évreux. An der nordöstlichen Gemeindegrenze verläuft der Fluss Coudanne. Umgeben wird Courdemanche von den Nachbargemeinden Illiers-l’Évêque im Norden, Marcilly-sur-Eure im Nordosten, Louye im Osten, Mesnil-sur-l’Estrée im Südosten und Süden, Saint-Germain-sur-Avre im Süden sowie La Madeleine-de-Nonancourt im Südwesten und Westen.

## Bevölkerungsentwicklung
| Jahr                       | 1962 | 1968 | 1975 | 1982 | 1990 | 1999 | 2011 | 2020 |
| Einwohner                  | 211  | 190  | 223  | 298  | 462  | 479  | 597  | 600  |
| Quellen: Cassini und INSEE |      |      |      |      |      |      |      |      |

## Kultur und Sehenswürdigkeiten

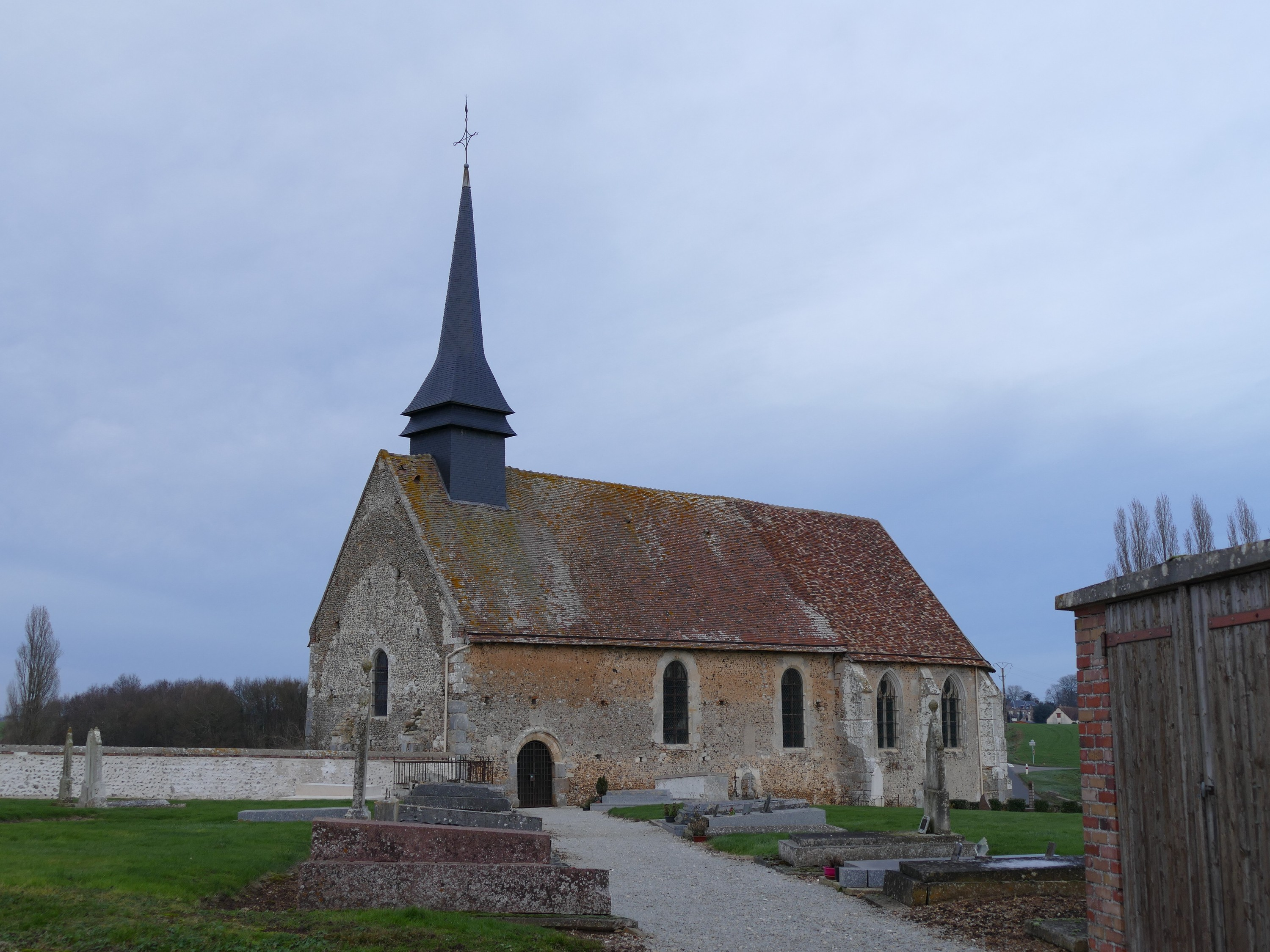
Kirche Saint-Pierre

- Kirche Saint-Pierre